# Radio Free Asia
A Radio Free Asia (RFA, em português:  Rádio Ásia Livre) é uma corporação internacional de radiodifusão, financiada pelo governo dos Estados Unidos, com sede em Washington, D.C., que transmite e publica notícias e comentários online para leitores e ouvintes na Ásia. Sua missão declarada é "fornecer notícias e informações precisas e oportunas aos países asiáticos cujos governos proíbam o acesso à imprensa livre".  É financiada e supervisionada pela U.S. Agency for Global Media [en] desde 2017.
Baseada no modelo da Radio Free Europe / Radio Liberty, foi criada na década de 1990 com o objetivo declarado de "promover os valores democráticos e os direitos humanos", e contrariar a narrativa do Partido Comunista da China.  Uma curta encarnação anterior da Radio Free Asia também existiu na década de 1950 durante a Guerra Fria, como uma operação de propaganda anticomunista na Ásia financiada pela Agência Central de Inteligência para tentar evitar a disseminação da suposta teoria do dominó.
Atualmente, a RFA distribui conteúdo em dez idiomas asiáticos para públicos que vivem na China, Coreia do Norte, Laos, Camboja, Vietnã e Birmânia.

## História
A Radio Free Asia foi fundada e financiada na década de 1950 por uma organização chamada "Committee for Free Asia" como uma operação de propaganda anticomunista, transmitindo das instalações da RCA em Manila, Filipinas, e Dacca e Karachi, Paquistão até 1961. Alguns escritórios ficavam em Tóquio. A organização principal foi designada Fundação Ásia. A Radio Free Asia saiu do ar em 1955. Em 1971, o envolvimento da CIA terminou e todas as responsabilidades foram transferidas para o Board for International Broadcasting (BIB) nomeado presidencialmente.
Com a aprovação da Lei de Radiodifusão Internacional em 1994, a RFA foi colocada sob os auspícios da Agência de Informação dos Estados Unidos, onde permaneceu até a cessação das funções de transmissão da agência e a transição para o Departamento de Estado dos EUA em 1999. Em maio de 1994, o presidente Bill Clinton anunciou que a continuação da Radio Free Asia depois de 2009 dependia do aumento de sua transmissão internacional e da capacidade de atingir seu público. Em setembro de 2009, o 111º Congresso alterou a Lei de Radiodifusão Internacional para permitir a prorrogação de um ano da operação da Rádio Ásia Livre.
A rádio transmite em nove idiomas, via ondas curtas, transmissões por satélite, ondas médias (rádio AM e FM) e pela Internet. A primeira transmissão foi em chinês mandarim, que é o idioma mais transmitido pela RFA, doze horas por dia. A RFA também transmite em cantonês, tibetano (dialetos Kham, Amdo e Uke), uigur, birmanês, vietnamita, Lao, Khmer (para o Camboja) e coreano (para a Coreia do Norte). O serviço coreano foi lançado em 1997 com Jaehoon Ahn como seu diretor fundador.
Após os protestos da Praça da Paz Celestial em 1989, o interesse americano em iniciar uma organização de radiodifusão governamental cresceu. A Lei de Radiodifusão Internacional foi aprovada pelo Congresso dos Estados Unidos em 1994. A Radio Free Asia é formalmente uma corporação privada sem fins lucrativos. A RFA é financiada por um subsídio federal anual e administrada pela US Agency for Global Media, que também atua como conselho de diretores corporativos da RFA. O The Economist e o The New York Times elogiaram a RFA em relação à denúncia dos abusos dos direitos humanos em Xinjiang.

### Lista de Presidentes
| Nome                   | Prazo                                |
| ---------------------- | ------------------------------------ |
| Richard "Dick" Richter | 1996 - 29 de julho de 2005           |
| Libby Liu              | Setembro de 2005 novembro de 2019    |
| Bay Fang               | 20 de novembro de 2019 junho de 2020 |
| Stephen J. Yates       | Dezembro de 2020 janeiro de 2021     |
| Bay Fang               | Janeiro de 2021 - presente           |